# 駒田早代
駒田 早代（こまだ さよ、1999年10月12日 - ）は、三重県津市出身の津軽三味線奏者。

## 来歴
7歳から津軽三味線、10歳から民謡、16歳から長唄三味線・長唄を始める。全国大会に挑戦するかたわら、イベントなどでの演奏、高齢者施設への慰問活動などを行う。
2018年4月東京芸術大学音楽学部邦楽科に入学。2022年3月同大学を卒業。大学卒業後は、津軽三味線と長唄三味線の二刀流で演奏活動を行うほか、東京、三重、京都に教室を構え、生徒の指導にもあたっている。
三味線を弾きながら唄う弾き唄いに加え、足で太鼓を操る1人三役という独自の演奏スタイルを追求している。
2023年、四代目杵屋五三郎お家元より「杵屋五司駒(きねやごしこま)」の名を許される。

## 受賞歴
- 2015年 第9回津軽三味線日本一決定戦A級女性の部 優勝[6]
- 2015年 第9回津軽三味線競技会名古屋大会一般女性の部 優勝
- 2015年 平成27年度 第15回三重県文化新人賞受賞
- 2017年 第32回 全国尾鷲節コンクール 一般の部 優勝•総合優勝
- 2018年 第三回三重テレビ大賞
- 2019年 第38回津軽三味線世界大会A級女性の部 優勝[7]
- 2019年 令和元年度 民謡民舞板橋区練馬区連合大会 青年部 優勝
- 2021年 第39回津軽三味線世界大会 唄付け伴奏A級 銀賞受賞
- 他多数受賞

## 出演

### テレビ
- 2017ゆく年くる年、高田本山にて生演奏（2018年1月1日、三重テレビ）
- 宝くじ抽選番組（2018年3月8日、三重テレビ）
- 沼にハマってきいてみた 弾いてみた和楽器（2020年7月28日、NHK-Eテレ）
- 民謡魂 ふるさとの歌（2020年11月22日、NHK）
- 沼にハマってきいてみた クリスマスSP（2020年12月21日、NHK-Eテレ）
- 本家が聴かせてもらいます（2021年11月18日、テレビ東京）[8]

### イベント
2017年
- 大須演芸場にて演奏
- 高田会館にて、津軽三味線×ピアノコンサート演奏
- 鈴鹿市、江島の夏祭りにて演奏

2018年
- フェスタin河芸にて演奏
- 第68回尾鷲港まつりにて演奏

2019年
- 正覚寺において降誕会を開催[9]
- サオリーナにて津ロータリークラブからの依頼で演奏
- カムカムフェスタにて演奏
- 三重県総合文化センター、ため池フォーラムイベントに出演
- 成田弦まつりにて成田山新勝寺奉納演奏
- 六本木ヒルズクラブ、東京都港区議会議員、池田こうじ先生のレディース後援会のパーティーで演奏
- サンシティ神奈川にて演奏
- 金沢、神様からの贈り物イベント出演

2020年
- 東京タワーにて三重県PRイベントに出演
- ホテルオークラにて東京ロータリークラブからの依頼で演奏
- 帝国ホテルにて新春パーティで演奏
- 名古屋 宗次ホールにて公演
- 丸の内ビル マルキューブにて、藝大アーツイン丸の内2020出演
- JAPAN CONNECTS HOLLYWOOD presents Who's Got Talent2020ファイナリスト選出
- 目黒ブルースアレイジャパンにおいて東京初のワンマンライブを開催

2021年
- 渋谷クロスFM、音楽マンションプレゼンツLife with Musicにラジオ出演
- 滋賀県初のワンマンライブを開催
- 日比谷フェスティバル2021に出演[10]
- 原神の稲妻エリア、OST戦闘曲の音楽制作に携わる[11]
- NHK WORLD-JAPAN On Demondに出演[12]

2022年
- 大塚ホテルベルクラシックにて演奏
- 下北沢ザ・スズナリにて「さんせう太夫」舞台出演
- 浅草花劇場にて、『東京民謡倶楽部』の公演出演

2023年
- THE IDOLM@STER SHINY COLORS 5th LIVE If I_wings. Day 1にて、ストレイライトのHide & Attackのバックバンドで演奏[13]

## ディスコグラフィ

### シングル
|                                    | 発売日        | 規格 | タイトル | 収録曲                                         | レーベル・品番         | 備考         |
| ---------------------------------- | ------------- | ---- | -------- | ---------------------------------------------- | ---------------------- | ------------ |
| 1                                  | 2024年9月25日 | CD   | LUNA     | 全3曲 \| 1. LUNA 2. Sakura Rain 3. SAMURIDE \| | ZENTA STUDIO ZENT-0005 | 1st シングル |
| 1. LUNA 2. Sakura Rain 3. SAMURIDE |               |      |          |                                                |                        |              |

### アルバム
| | 発売日         | 規格 | タイトル | 収録曲 | レーベル・品番         | 備考         |
| --- | -------------- | ---- | -------- | --- | ---------------------- | ------------ |
| 1 | 2024年10月12日 | CD   | 月前恋唄 | 全8曲 \| 1. SOUGEN 2. 尾鷲節 3. 月前恋唄 4. 西の向こう 5. 津軽じょんから節 6. 淡海節 7. 宮津節 8. 小さな星の子守唄 \| | ZENTA STUDIO ZENT-0007 | 1st アルバム |
| 1. SOUGEN 2. 尾鷲節 3. 月前恋唄 4. 西の向こう 5. 津軽じょんから節 6. 淡海節 7. 宮津節 8. 小さな星の子守唄 |                |      |          | |                        |              |

## 著書
- 『かっこよく弾きたい！ 津軽三味線のすすめ』ヤマハミュージックエンタテイメントホールディングス、2023年5月30日。ISBN 9784636107449。